# Cardamine killiasii
Cardamine killiasii là một loài thực vật có hoa trong họ Cải. Loài này được (Brügger) Brügger mô tả khoa học đầu tiên năm 1889.